# Tetranychus lintearius
Espèce
Synonymes
- Tetranychus linearicus Dufour, 1832
- Tetranychus ulicis Jordain, 1896

Tetranychus lintearius est une espèce d’acariens de la famille des Tetranychidae. Elle vit sur plusieurs espèces d'ajoncs.

## Distribution
Cette espèce est originaire d'Europe occidentale. Elle a été introduite en Océanie, notamment en Nouvelle-Zélande pour lutter contre les ajoncs.

## Habitat
Cet acarien vit en colonies dans une toile de soie s'étendant sur les pointes de branches d'Ajonc d'Europe (Ulex europaeus), d'Ulex nanus, d'Ulex parviflorus et de Calicotome villosa.

## Description
Tetranychus lintearius est un acarien de couleur rouge, mesurant 0,56 mm de long pour les femelles et 0,36 mm pour les mâles.
La femelle pond un à quatre œufs par jour pendant sa durée de vie adulte de trois à quatre semaines. Les nymphes peuvent être dispersées par le vent et créer de nouvelles colonies.

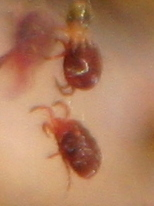
Tetranychus lintearius.
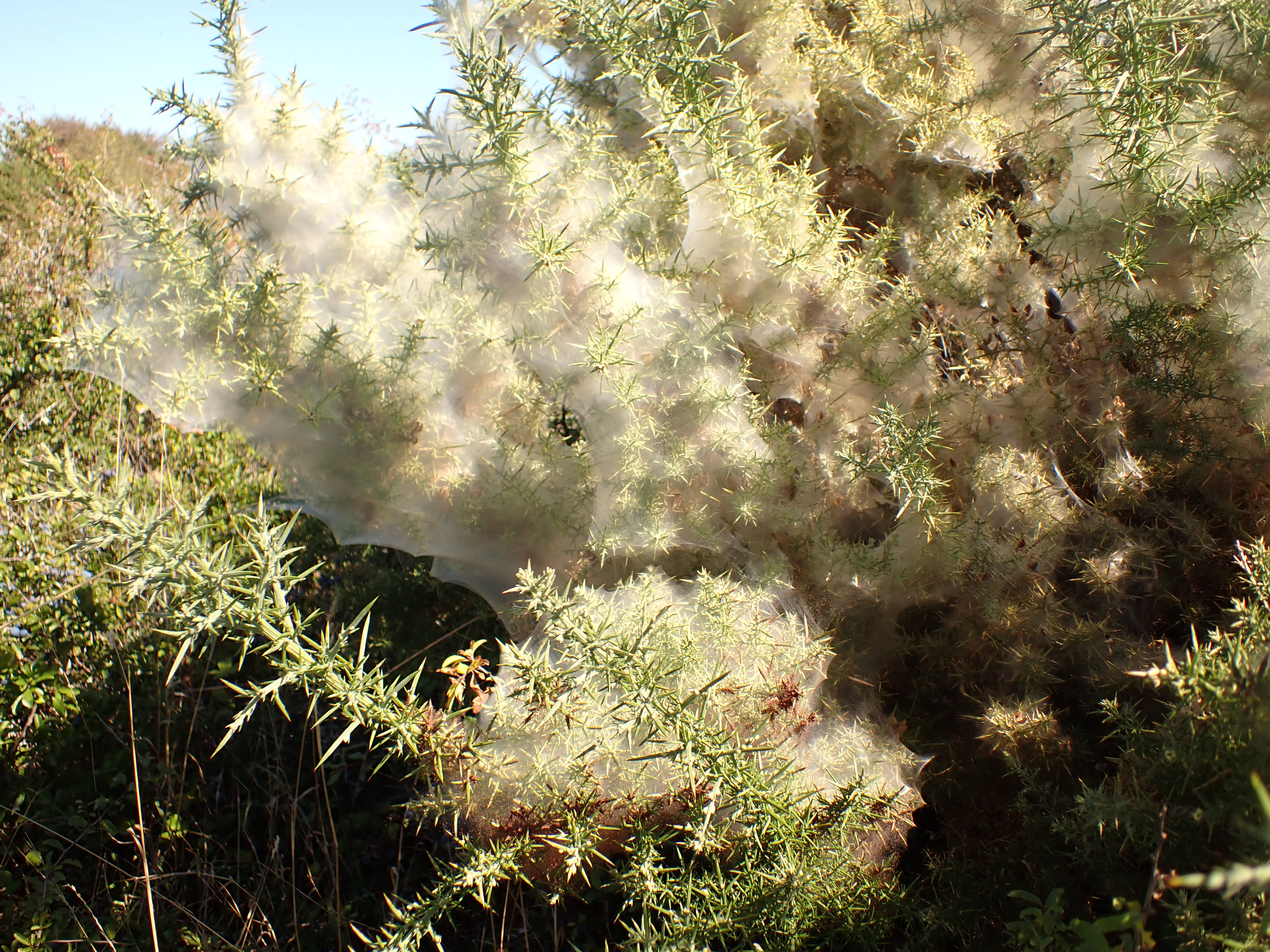
Toile d'une colonie sur un Ajonc d'Europe.
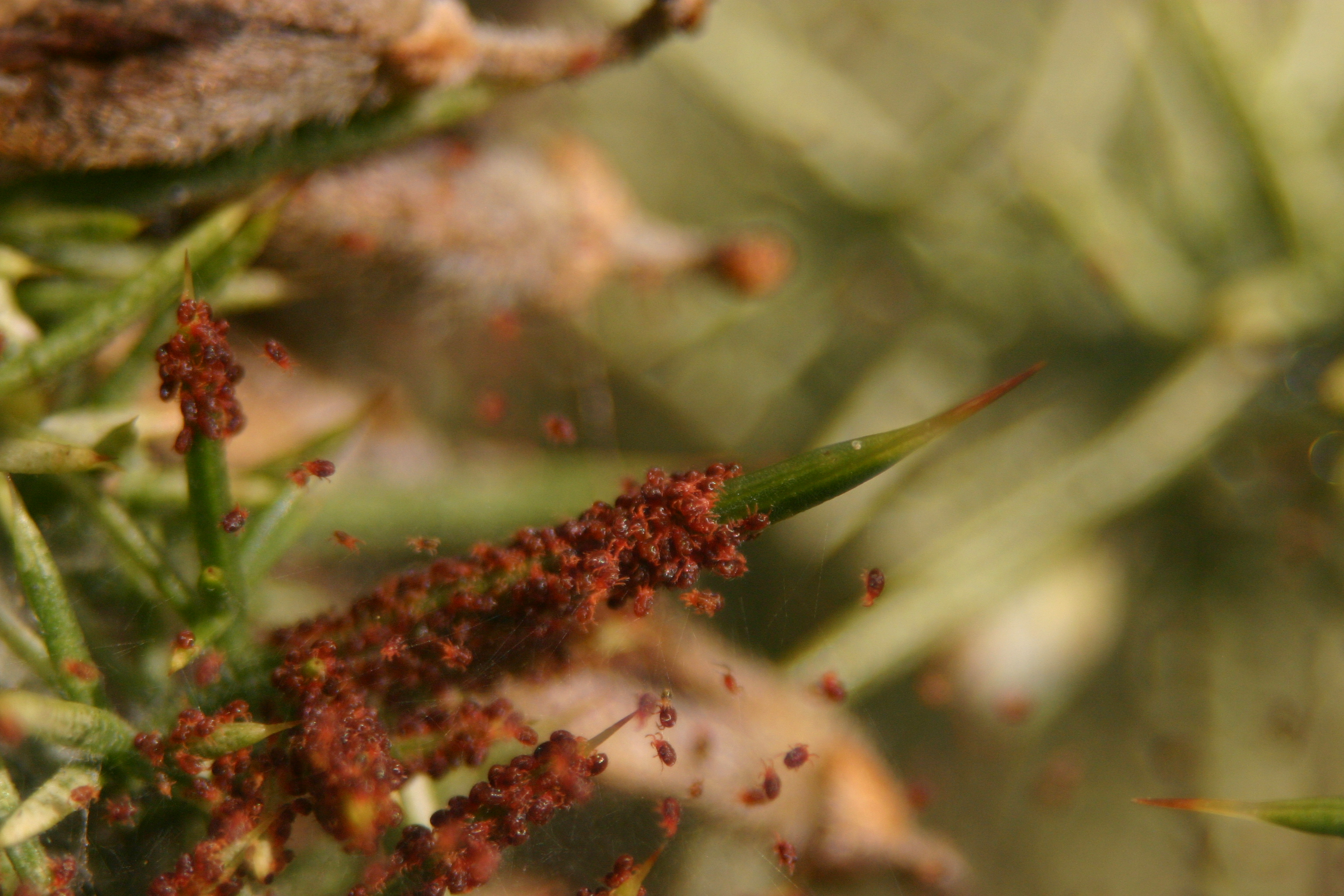
Toile d'une colonie sur un Ajonc d'Europe en Nouvelle-Zélande.

Ses prédateurs naturels sont un autre acarien, Phytoseiulus persimilis,  et une espèce de coccinelle, Stethorus punctillum.

## Publication originale
- Dufour, 1832 : « Description et figure du Tetranychus lintearicus, Arachnide nouvelle de la tribu des Acarides. » Annales des sciences naturelles, vol. 25, p. 276-283 (texte intégral).